# Ruler
Park Jae-hyuk (en coréen 박재혁), plus connu sous le pseudonyme de Ruler, est un joueur professionnel sud-coréen de League of Legends évoluant au poste d'AD Carry.
Il a, dans sa carrière, remporté plusieurs titres de champion de LPL avec JD Gaming,, un titre de champion de LCK avec Gen.G, un titre de champion du monde avec Samsung Galaxy en 2017, deux titres de champion du MSI en 2023 avec JD Gaming et en 2025 avec Gen.G, et un titre de champion de l'Esports World Cup (EWC) obtenu à Riyad en 2025.
Durant les Jeux asiatiques de 2022 qui ont eu lieu à Hangzhou en septembre 2023, il obtiendra la médaille d'or, lui permettant ainsi d'être exempté du service militaire obligatoire en Corée du Sud.
Il devient ainsi le deuxième joueur de l’histoire, après Kim « Deft » Hyuk-kyu, à avoir remporté au moins un titre de champion de LPL, un titre de champion de LCK, ainsi qu’un titre de champion du monde et un titre de champion du MSI.
Depuis 2025, Ruler est de retour chez Gen.G, équipe dans laquelle il a passé une grande partie de sa carrière, où il est accompagné de Kim « Kiin » Gi-in, de Kim « Canyon » Geon-bu, de Jeong « Chovy » Ji-hoon et de Joo « Duro » Min-kyu.

## Carrière

### Saison 2016
Park « Ruler » Jae-hyuk débute en 2016 chez Stardust, équipe composée de Lee « Parang » Sang-won, de Kim « Lyn » Da-bin, de Park « CooN » Jae-ha et de Oh « Raise » Ji-wan et évoluant dans la seconde division de la LCK, la Challengers Korea. Encore connu sous le pseudonyme de Bung, il fera pendant le Spring Split une troisième place durant la saison régulière, et une quatrième place en playoffs après leur défaite face à Ever8 Winners.
Pour le segment d'été, il rejoint Samsung Galaxy, qui évolue en première division. Aux côtés de Lee « CuVee » Seong-jin, Kang « Ambition » Chan-yong, Lee « Crown » Min-ho ainsi que Jo « CoreJJ » Yong-in, ils finiront à la quatrième place de la saison régulière et des playoffs, en s'inclinant 0 à 3 face à KT Rolster (en). Grâce aux Regional Finals, SSG obtient la possibilité de se qualifier aux Worlds grâce à leurs victoires face aux Afreeca Freecs et à KT Rolster.
Ruler et ses coéquipiers arrivent aux États-Unis, afin de disputer tout d'abord une phase de groupe, où ils affrontent RNG, TSM et Splyce (en). Après avoir fini premier de leur groupe, ils avanceront jusqu'en finale après leurs victoires face à Cloud9 et H2k-Gaming. L'effectif Samsung Galaxy fait alors face à SKT T1, doublement champions du monde, et s'inclinera 2 à 3.
Ils joueront ensuite la KeSPA Cup, où ils s'inclinent face à ESC Ever en quart de finale, ainsi que les IEM de Gyeonggi où ils finiront à la première place grâce à leur victoire face aux Kongdoo Monsters.

### Saison 2017
Pour 2017, Samsung Galaxy conservera le même effectif, dont fait partie Ruler. Ils finiront à la deuxième place de la saison régulière du Spring de la LCK et se qualifient donc aux playoffs. Ils finissent alors troisième, après leur défaite face à KT Rolster (en).
Ils obtiennent, pendant le Summer Split, la troisième place de la saison régulière et la quatrième place des playoffs obtenue après s'être inclinés face à SKT T1. Ruler et son équipe joueront la finale régionale, et se qualifient aux Worlds se déroulant en Chine, en battant les Afreeca Freecs puis KT Rolster.
Ils tomberont dans un groupe composé de RNG, de G2 Esports et de Fenerbahçe Esports. Ils accèdent à la phase suivante et affrontent Longzhu Gaming, qu'ils vont battre 3 à 0. S'ensuit l'effectif de la Team WE (en) qui s'inclinera 1 à 3 face à l'effectif Samsung Galaxy. Ils vont atteindre pour la deuxième fois de leur histoire la finale des Worlds, une nouvelle fois face à SKT T1. Mais cette fois-ci, le match sera à l'avantage de Samsung Galaxy, qui va l'emporter 3 à 0. Park « Ruler » Jae-hyuk et ses coéquipiers deviennent alors champions du monde. Il obtiendra un skin sur Xayah, ainsi que le titre de MVP des Worlds.
Son année compétitive s'achèvera avec la KeSPA Cup, où ils s'inclineront en demi-finale face à KT Rolster (en).

### Saison 2018
En 2018, rien ne change réellement. Ruler restera avec le même effectif dans une équipe différente : KSV eSports. Ils ne finiront qu'à la cinquième position de la saison régulière du segment de printemps, ainsi qu'à la cinquième position des playoffs en s'inclinant face à SKT T1.
Park « Ruler » Jae-hyuk sera également choisi pour jouer les Jeux asiatiques aux côtés de Kim « Kiin » Gi-in, de Go « Score » Dong-bin, de Han « Peanut » Wang-ho, Lee « Faker » Sang-hyeok ainsi qu'avec son coéquipier Jo « CoreJJ » Yong-in. Durant les qualifications, lors de leur match face au Japon, Ruler signera un pentakill avec Kai'Sa.
Entre temps, KSV eSports devient Gen.G, et sera donc l'équipe dans laquelle Ruler évoluera durant le Summer Split. Song « Fly » Yong-jun prendra la place de Lee « Crown » Min-ho à la midlane, et ils obtiendront la cinquième place de la saison régulière, avec notamment un pentakill de l'AD Carry sur Ezreal face à Hanwha Life Esports (en). Ils se feront sortir des playoffs par SKT T1 et finiront le segment d'été à la cinquième position. Gen.G jouera tout de même la finale régionale, qu'ils remonteront en battant SKT T1, Griffin et Kingzone DragonX.
Ils se rendront à Busan pour jouer la phase de groupe, où l'effectif affrontera RNG, Cloud9 et Vitality. Seulement, ils n'obtiendront qu'une seule victoire face à l'équipe représentante des LCS et n'iront donc pas à la phase suivante,.
Ruler et son équipe s'inclineront également durant les Jeux asiatiques face à la Chine, après s'être qualifié précédemment dans l'année. Pour clore sa saison, l'effectif Gen.G jouera la KeSPA Cup, où ils vont s'incliner durant la finale face à Griffin.

### Saison 2019
Pour 2019, Ruler sera entouré de nouvelles têtes. Seul Lee « CuVee » Seong-jin et Song « Fly » Yong-jun resteront du roster de 2018. Ils seront complétés par Han « Peanut » Wang-ho, Kim « Life » Jeong-min et de Kim « Roach » Kang-hee en remplaçant.
Mais l'effectif n'obtiendra pas les résultats escomptés. Avec une septième place obtenue durant le segment de printemps, ils ne se qualifieront pas aux playoffs.
De même au Summer Split, où ils finiront la saison régulière à la sixième position.
La KeSPA Cup ne changera rien à la saison moyenne que fait Ruler, après leur défaite en quart de finale face à SKT T1.

### Saison 2020
2020 sera signe de renouveau pour Ruler. Il restera tout de même chez Gen.G, mais avec de nouveaux coéquipiers. Kim « Rascal » Kwang-hee, Kim « Clid » Tae-min, Gwak « Bdd » Bo-seong rejoignent l'équipe en plus de Kim « Kellin » Hyeong-gyu en remplacement de Life.
L'effectif fonctionnera plutôt bien, avec une première place de saison régulière du Spring Split et deux pentakills pour l'AD Carry ; l'un avec Ezreal contre Sandbox Gaming (en) et le second sur Kai'Sa contre Damwon Gaming. Cependant, ils s'inclineront en finale des playoffs face à T1.
En raison de la crise de la Covid-19, le MSI est remplacé par la Mid-Season Cup, où les quatre meilleures équipes de la LCK et de la LPL s'affrontent. Ruler et Gen.G iront jusqu'en demi-finale, où ils se feront sortir par Top Esport (en).
Ils obtiennent la troisième position durant la saison régulière du Summer Split, et se qualifient pour les playoffs où ils finiront également troisième après leur défaite face à DRX 2 à 3, malgré un nouveau pentakill de Ruler sur Senna durant le BO5. Ils joueront les Regional Finals, où ils s'imposeront face à T1 et l'effectif Gen.G disputera le Championnat du monde en Chine.
Ils seront dans le groupe C, composé de Fnatic, TSM et LGD Gaming (en), où ils finiront à la première position, et accèdent à la phase suivante. Lors des quarts de finale, Ruler et ses coéquipiers seront face à G2 Esports, contre qui ils s'inclineront 3-0.

### Saison 2021
L'année 2021 est vue comme une continuité de l'année précédente, notamment dû au fait de la préservation du même effectif. La saison débutera avec une deuxième position durant la saison régulière du printemps ainsi qu'un nouveau pentakill au compteur pour Ruler, sur Kai'Sa contre Fredit BRION. Ils iront jusqu'en finale des playoffs, grâce à leur victoire face à T1, mais ils s'y inclineront face à Damwon KIA.
Le Summer Split sera similaire, avec une seconde place durant la saison régulière et cette fois-ci une troisième position en playoffs après leur défaite 1-3 face à T1. Ruler et ses coéquipiers seront tout de même qualifiés pour les Worlds, ayant lieu en Islande.
Gen.G se retrouvera dans un groupe composé de MAD Lions, de Team Liquid et de LNG Esports (en). Gen.G finira la phase en 3-3, comme les trois autres équipes de son groupe, et feront face à une double phase de tiebreaker, afin de définir quelles équipes accèderont à la phase suivante et quelle équipe sera première de son groupe. Ruler et son équipe devront affronter Team Liquid, puis MAD Lions contre qui ils s'imposeront et ils obtiennent un accès à la phase suivante. En quart de finale, l'effectif sud-coréen affronte et renverse Cloud9, et avancent donc en demi-finale où ils vont affronter Edward Gaming. Cependant, EDG s'imposera, achevant l'année 2021 de Ruler.

### Saison 2022
En 2022, Gen.G change la quasi-entièreté de son effectif en ne gardant que Ruler. Il sera accompagné de Choi « Doran » Hyeon-joon, de Jeong « Chovy » Ji-hoon, de Son « Lehends » Si-Woo et de Han « Peanut » Wang-ho, avec qui il avait précédemment joué chez Gen.G en 2019.
Le Spring Split s'achèvera sur une deuxième position en saison régulière, ainsi qu'avec une deuxième position en playoffs en s'inclinant en finale face à T1 1 à 3, malgré leur victoire face à Damwon KIA plus tôt dans la compétition.
Le segment d'été sera cependant différent. Gen.G finira à la première position de la saison régulière avec un pentakill de Ruler sur Zeri face à T1, et ils accèdent donc aux playoffs. Ils décident d'affronter Liiv Sandbox (en) lors de leur premier match, et, grâce à leur victoire, obtiennent une nouvelle opportunité d'arriver en finale de la LCK. Encore face à T1, cette fois-ci Gen.G obtiendra le meilleur de cette confrontation et sera finalement le grand vainqueur. Ils seront donc qualifiés aux Worlds se déroulant aux États-Unis.
L'effectif sud-coréen jouera tout d'abord la phase de groupe, où ils seront face à RNG, 100 Thieves (en) et CTBC Flying Oyster. Ils finiront premiers ex-aequo avec RNG et s'affrontent durant un tiebreaker permettant de les départager, donnant finalement Gen.G vainqueur. Ils se retrouvent à affronter Damwon KIA durant les quarts de finale et s'imposeront. Ils s'inclineront cependant en demi-finale face à DRX,.

### Saison 2023
Après presque cinq années chez Gen.G, il quitte la structure en direction de la Chine et de JD Gaming. Accompagné de Bai « 369 » Jia-Hao, de Seo « Kanavi » Jin-hyeok, de Zhuo « knight » Ding et de Lou « MISSING » You-Feng.
Dès son premier BO3 en LPL, Ruler effectuera un pentakill sur Varus face à Bilibili Gaming (en). Ils obtiennent la première place de la saison régulière et un accès aux playoffs. JD Gaming affrontera tout d'abord Bilibili Gaming, puis Edward Gaming contre qui ils s'imposeront. Ils parviennent à atteindre la finale, où ils retrouveront BLG et vont s'imposer. L'effectif JD Gaming se qualifie aussi au MSI, se tenant à Londres, au Royaume-Uni.
Ils affronteront tout d'abord les Golden Guardians (en), puis les Bilibili Gaming et sortent victorieux des deux rencontres. Puis arrive le match décisif afin d'obtenir une place en finale, qui sera face à T1. La rencontre tournera en la faveur de l'équipe chinoise. Ils se retrouvent donc en finale, une nouvelle fois face à Bilibili Gaming. Ils s'imposeront 3 à 1 et fera de Ruler et de son équipe les champions du MSI 2023.
De retour en LPL, ils finiront deuxième de la saison régulière du Summer Split et iront donc en playoffs. Après avoir affronter LNG Esports (en), contre qui ils s'imposeront et où Ruler signera un pentakill sur Aphelios, JD Gaming fera face à Bilibili Gaming (en). Ils s'imposeront 3 à 0 et iront une nouvelle fois en finale affronter LNG. Ils parviendront à vaincre LNG 3 à 2 et remportent une seconde fois le titre de champion de la LPL.
Avant de jouer les Worlds, Ruler jouera pour l'équipe de la Corée du Sud pour les Jeux asiatiques de 2022 à Hangzhou. Accompagné de Choi « Zeus » Woo-je, de Seo « Kanavi » Jin-hyeok, de Lee « Faker » Sang-hyeok, de Jeong « Chovy » Ji-hoon et de Ryu « Keria » Min-seok, ils obtiendront la médaille d'or et les joueurs seront exemptés du service militaire obligatoire.
Grâce à leur victoire au Summer Split, l'effectif JD Gaming ira aux Worlds en Corée du Sud. Avec un tout nouveau format, Ruler et ses coéquipiers se frotteront à BDS, Bilibili Gaming (en), et LNG Esports (en), équipes contre qui ils s'imposeront. Ils se qualifient alors aux quarts de finale, où ils vont affronter KT Rolster (en), et vont accéder à la phase suivante après leur victoire. Par la suite, ils doivent affronter T1, dernière équipe représentante de la LCK et perdent 1 à 3.
Il jouera sa première Demacia Cup avec un roster légèrement différent où Zhao « Maggie » Yu jouera à la place de Kanavi dans la jungle. Ils démarreront la compétition en quart de finale, et s'impose face à Top Esports (en). Ils atteignent la demi-finale, puis la finale après leur victoire face à Rare Atom, mais s'inclineront finalement face à BLG.

### Saison 2024
Ruler continuera dans l'équipe chinoise pour 2024. Toujours accompagné de Kanavi et de MISSING, Li « Flandre » Xuan-Jun, champion du monde avec Edward Gaming en 2021, Zeng « Yagao » Qi et Xu « sheer » Wen-Jei compléteront l'effectif pour la nouvelle saison.
Pendant la saison régulière du printemps, ils finissent à la troisième position, et se qualifient en playoffs. Ils se retrouvent à jouer face à Weibo Gaming (en), puis Top Esports (en), contre qui ils s'inclineront. Ils tombent alors en Losers' Bracket et doivent affronter Ninjas in Pyjamas. JD Gaming prendra l'avantage, et doit réaffronter Top Esports (en). Mais cette fois encore, Top Esports sera plus fort que JDG, et ils doivent s'incliner.
Le Summer Split est une bonne occasion pour revenir en force, grâce au nouveau format proposé par la LPL. Ruler et son équipe se retrouvent dans le groupe A, accompagné de Edward Gaming, de FunPlus Phoenix (en) et de ThunderTalk Gaming (en). JD Gaming sortira facilement vainqueur de cette phase de groupe, et se retrouve dans le Group Ascend, où ils affrontent les meilleures équipes de la ligue. JD Gaming se qualifiera en playoffs, où ils vont affronter NiP. Et malheureusement pour Ruler et ses coéquipiers, ils s'inclineront dans ce BO5. L'effectif JDG jouera la finale régionale pour espérer se qualifier aux Worlds. Ils s'imposeront face à Ninjas in Pyjamas, mais s'inclineront face à Weibo Gaming (en).

### Saison 2025
Ruler retourne chez Gen.G en 2025, accompagné de Kim « Kiin » Gi-in, de Kim « Canyon » Geon-bu, de Jeong « Chovy » Ji-hoon et de Joo « Duro » Min-kyu.
Durant la LCK Cup, l'effectif sud-coréeen se qualifie en playoffs, mais s'inclinera face à Hanwha Life Esports (en). Ils doivent donc remonter le Losers' Bracket, en s'imposant face à Nongshim RedForce (en), puis face à Dplus KIA. Ils atteignent la finale où ils retrouvent et s'inclineront face à HLE,.
Maintenant disputée en une unique et longue saison, Ruler et son équipe vont parvenir à rester invaincu pendant la saison régulière de la première partie de la saison de LCK, et va se qualifier au MSI grâce à leur victoire face à Hanwha Life Esports durant le Road to MSI.
Ils vont disputer le MSI au Canada, à Vancouver, où ils y ont d'abord affronté G2 Esports. Ils sortiront victorieux de la rencontre, comme face à Anyone's Legend (en),. L'équipe sud-coréenne va alors affronter T1 et va s'imposer, s'offrant ainsi une place en finale. Les deux équipes sud-coréennes vont se réaffronter en finale, et de nouveau Gen.G obtiendra la victoire. Ruler va alors remporter une seconde fois le MSI, avec une autre équipe.
Après avoir été récemment titré au MSI, l'effectif Gen.G se dirigent vers l'Esports World Cup. Après avoir affronté FlyQuest (en) et G2, Gen.G arrive en finale face à Anyone's Legend (en), et va de nouveau s'imposer en finale.
Durant la seconde partie de la saison de LCK, Ruler obtiendra un pentakill sur Corki face à HLE.

## Récompenses
- Worlds 2017 MVP
- LCK MVP Summer 2022
- LCK Player of the Split au Summer 2022
- LCK 1st All-Pro Team au Summer 2020
- LCK 1st All-Pro Team au Spring 2021
- LCK 1st All-Pro Team au Summer 2022
- LCK 2nd All-Pro Team au Summer 2021
- LCK 2nd All-Pro Team au Spring 2022
- LPL 1st All-Pro Team au Spring 2023
- LPL 1st All-Pro Team au Summer 2023
- LPL 2nd All-Pro Team au Spring 2024
- LPL 3rd All-Pro Team au Summer 2024

## Résultats

### Stardust (2016)

#### 2016
- Challengers Korea 2016 Spring - Saison Régulière | 3e
- Challengers Korea 2016 Spring - Playoffs | 4e

### Samsung Galaxy (2016 - 2017)

#### 2016
- LCK 2016 Summer - Saison Régulière | 4e
- LCK 2016 Summer - Playoffs | 4e
- Korea Regional Finals 2016 | 1er
- Worlds 2016 | 2e
- KeSPA Cup 2016 | 5e- 8e
- IEM Season 11 Gyeonggi | 1er

#### 2017
- LCK 2017 Spring - Saison Régulière | 2e
- LCK 2017 Spring - Playoffs | 3e
- Rift Rivals 2017 | 2e
- LCK 2017 Summer - Saison Régulière | 3e
- LCK 2017 Summer - Playoffs | 4e
- Korea Regional Finals 2017 | 1er
- Worlds 2017 | 1er
- KeSPA Cup 2017 | 3e- 4e

### KSV eSports (2018)

#### 2018
- LCK 2018 Spring - Saison Régulière | 5e
- LCK 2018 Spring - Playoffs | 5e

### Gen.G (2018 - 2022)

#### 2018
- LCK 2018 Summer - Saison Régulière | 4e
- LCK 2018 Summer - Playoffs | 5e
- Korea Regional Finals 2018 | 1er
- Worlds 2018 | 13e- 16e
- KeSPA Cup 2018 | 2e

#### 2019
- LCK 2019 Spring - Saison Régulière | 7e
- LCK 2019 Summer - Saison Régulière | 6e
- KeSPA Cup 2019 | 5e- 8e

#### 2020
- LCK 2020 Spring - Saison Régulière | 1er
- LCK 2020 Spring - Playoffs | 2e
- Mid-Season Cup 2020 | 3e- 4e
- LCK 2020 Summer - Saison Régulière | 3e
- LCK 2020 Summer - Playoffs | 3e
- Korea Regional Finals 2020 | 1er
- Worlds 2020 | 5e- 8e

#### 2021
- LCK 2021 Spring - Saison Régulière | 2e
- LCK 2021 Spring - Playoffs | 2e
- LCK 2021 Summer - Saison Régulière | 2e
- LCK 2021 Summer - Playoffs | 3e
- Worlds 2021 | 3e- 4e

#### 2022
- LCK 2022 Spring - Saison Régulière | 2e
- LCK 2022 Spring - Playoffs | 2e
- LCK 2022 Summer - Saison Régulière | 1er
- LCK 2022 Summer - Playoffs | 1er
- Worlds 2022 | 3e- 4e

### JD Gaming (2023-2024 )

#### 2023
- LPL 2023 Spring - Saison Régulière | 1er
- LPL 2023 Spring - Playoffs | 1er
- Mid-Season Invitational 2023 | 1er
- LPL 2023 Summer - Saison Régulière | 2e
- LPL 2023 Summer - Playoffs | 1er
- Worlds 2023 | 3e- 4e
- Demacia Cup 2023 | 2e

### 2024
- LPL 2024 Spring - Saison Régulière | 3e
- LPL 2024 Spring - Playoffs | 3e
- LPL 2024 Summer - Higher Group | 4e
- LPL 2024 Summer - Playoffs | 7e- 8e
- LPL 2024 Regional Finals | 3e

### Gen.G (2025 - )

#### 2025
- LCK Cup 2025 | 2e
- LCK 2025 - Round 1-2 | 1er
- LCK 2025 - Road to MSI | 1er
- Mid-Season Invitational 2025 | 1er
- Esports World Cup 2025 | 1er

### Corée du Sud (2018, 2023)
- Asian Games 2018 Main Event | 2e
- Asian Games 2022 | 1er